# The Camomile Lawn
The Camomille Lawn est une mini-série britannico-australienne en cinq épisodes réalisée par Peter Hall et diffusée du 5 mars au 2 avril 1992 sur Channel 4. Il s'agit d'une adaptation du roman éponyme de Mary Wesley, paru en 1984.
Cette mini-série est inédite dans tous les pays francophones.

## Distribution
- Felicity Kendal : Helena
- Claire Bloom : Sophie, âgée
- Jennifer Ehle : Calypso
- Richard Johnson : Oliver, âgé
- Rebecca Hall : Sophy
- Nicholas Le Prevost (en) : Hamish / Hector
- Paul Eddington (en) : Richard
- Oliver Cotton (en) : Max
- Virginia McKenna : Polly, âgée
- Trudy Weiss : Monika
- Vivienne Ritchie : Iris
- John Elmes : James
- James Gaddas (en) : Tony
- Tara Fitzgerald : Polly
- Polly Adams (en) : Sarah
- Toby Stephens : Oliver
- Jeremy Brook : Paul
- Joss Brook : David
- Rosemary Harris : Calypso, âgée

## Épisodes
Les quatre ou cinq épisodes, sans titre, ont été réalisés par Peter Hall et scénarisée par Ken Taylor (en).

## Autour de la série
La mini-série marque les débuts à la télévision de Jennifer Ehle, alors âgée de 22 ans. Elle incarne le personnage de Calypso, tandis que sa mère, Rosemary Harris tient le rôle de Calypso âgée. La mini-série a fait beaucoup parler dans les tabloïds au moment de sa diffusion en raison des scènes de nues et de sexe, notamment entre le personnage d'Ehle et celui de Toby Stephens, avec qui elle avait une relation à l'époque. De plus, Ehle avouera dans une interview avoir été « physiquement malade après le tournage de certaines scènes » et ayant eu « un choc » en voyant une photo d'elle seins nus dans un journal, tout en ajoutant qu'elle était « étonnée par la réaction des gens ». Mais sa mère adopta une attitude différente à la sienne, disant que « c'est génial d'être un symbole de quelque chose d'aussi merveilleux que le sexe ».
La mini-série marque également les débuts de Rebecca Hall, alors âgée de dix ans, qui n'est autre que la fille du réalisateur Peter Hall.